# Abdelhamid Abaaoud
Abdelhamid Abaaoud (Anderlecht, 8 april 1987 – Saint-Denis, 18 november 2015) was een Belgische terrorist die naar Syrië trok om als jihadist te strijden in de Syrische Burgeroorlog tegen Assad. Daarna keerde hij clandestien terug naar Europa en bereidde er de aanslagen in Parijs van 13 november 2015 voor. Bij een raid enkele dagen later werd hij door de Franse politie neergeschoten in een flat in een voorstad van Parijs.

## Voorgeschiedenis
Abdelhamid Abaaoud groeide op in een gezin van Marokkaanse afkomst dat bestond uit zes kinderen. Zijn studies volgde hij in het chique Collège Saint-Pierre te Ukkel. Tijdens zijn jeugd zou hij weinig gedragsmoeilijkheden vertoond hebben en niet echt diepgelovig geweest zijn. In 2010 en 2011 zou hij enkele kleinere criminele feiten gepleegd hebben en langzamerhand raakte hij verstrikt in radicale kringen uit Molenbeek.

## Aansluiting bij IS
In het begin van 2013 vertrok hij, net als vele andere geradicaliseerde jongeren, naar Syrië om de wapens op te nemen tegen het regime van Bashar al-Assad. Kort daarop ontvoerde hij zijn dertienjarige broer die daar als jongste Syriëstrijder meevocht. Bij de eerste foto's uit Syrië zaten vooral alledaagse foto's die vooral als propaganda dienden voor IS. Foto's in 2014 toonden zijn verregaande radicalisering. Hij maakte toen films van verschillende gedode vijanden en had duidelijk al een leidinggevende positie. In de zomer van 2014 kwamen verschillende berichten dat hij gedood was om op die manier de veiligheidsdiensten op het verkeerde pad te brengen.

## Aanslagen in Europa en dood

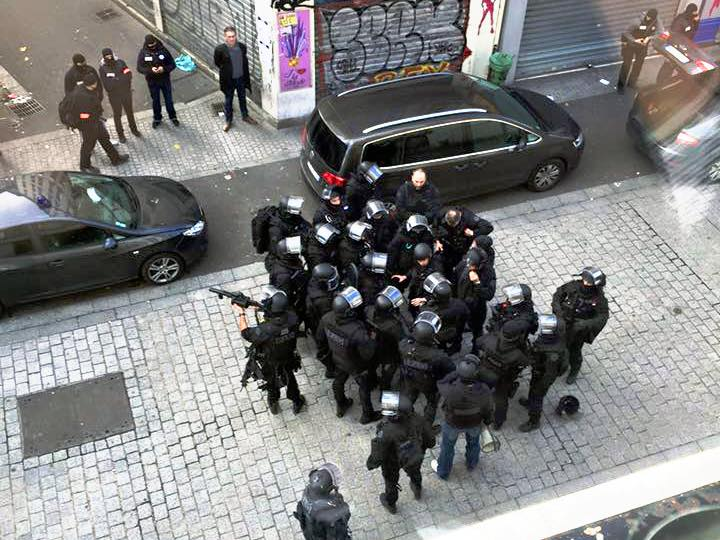
Politierazzia in Saint-Denis op 18 november 2015 in de Rue du Corbillon

Abdelhamid Abaaoud hield zich steeds meer bezig met het verspreiden van terreur in West-Europa. Bij de aanslagen op het Joodse museum in mei 2014 had hij voordien reeds contact gehad met dader Mehdi Nemmouche. Begin 2015 werd te Verviers een terreurcel van teruggekeerde Syriëstrijders uitgeschakeld bij een raid van de politie. Abaaoud vormde waarschijnlijk het brein, maar wist te ontkomen. Waarschijnlijk reisde hij in 2015 verschillende malen op en neer naar Syrië en was hij betrokken bij de mislukte aanslag op de Thalys, een aanslag in Griekenland en ten slotte de aanslagen in Parijs van november 2015. Volgens diverse media was hij het brein achter deze aanslagen, maar zekerheid daarover is er niet. Kort na de aanslagen vermoedde de politie dat hij in Europa verbleef en volgde een klopjacht. Op 18 november viel de politie binnen in een flat in Saint-Denis, een Parijse voorstad en bij het vuurgevecht dat daarna ontstond werd Abaaoud gedood.